# ウマイヤ勲章
ウマイヤ勲章(ウマイヤくんしょう)とは、シリアで授与される最高位勲章である。

## 歴史
1934年7月12日に創設された。

## 等級
ウマイヤ勲章には以下の等級が存在する。
- 勲一等
- 勲二等
- 勲三等

## 懸章
懸章は緑地に細い黒の縁取りと白線が縦に入ったものとなっている。

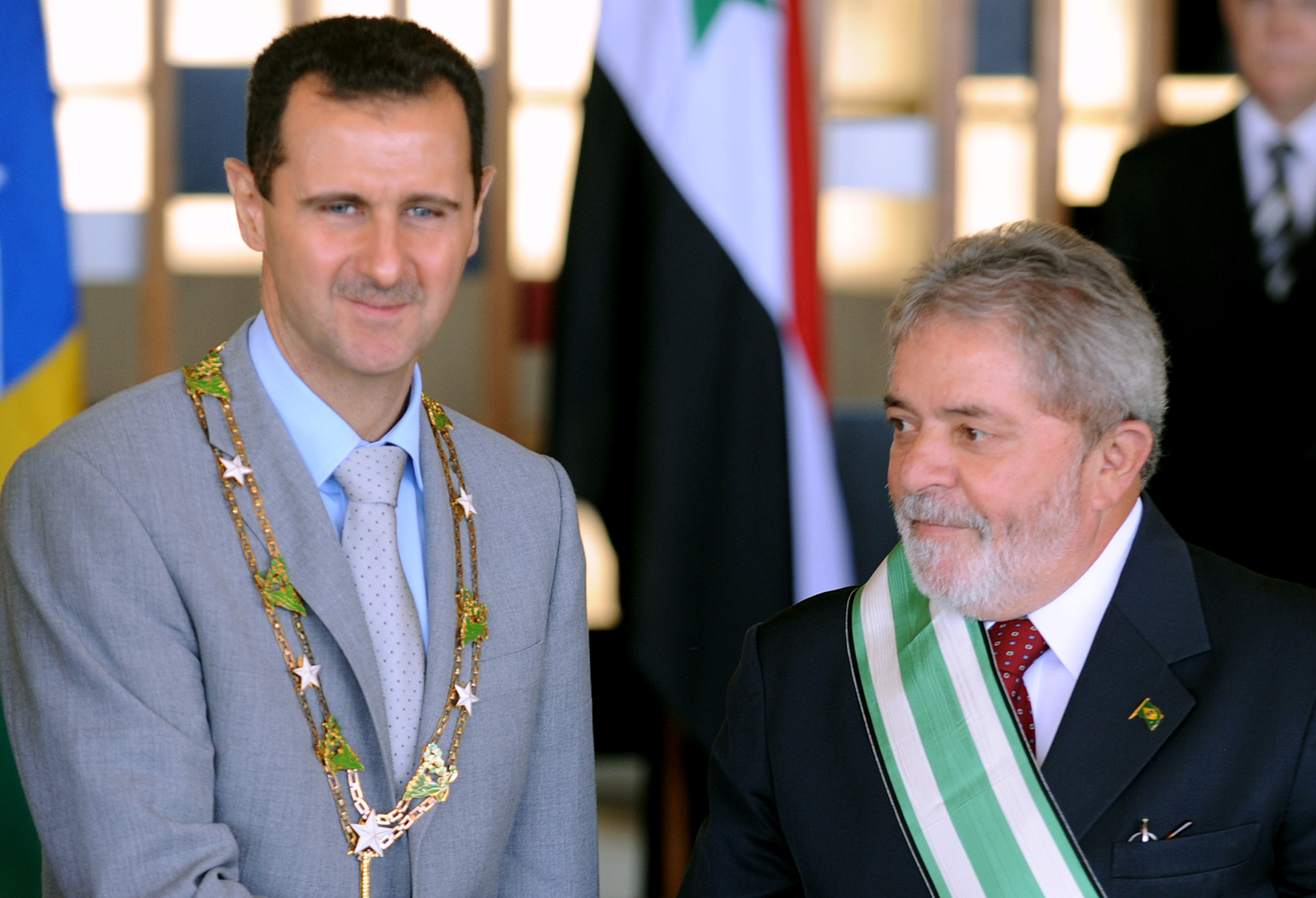
アサド(左)と、ブラジルのルーラ大統領(右)。ルーラ大統領が着用している懸章がウマイヤ勲章。（2010年）